# Maximilien Mathevon
Maximiliem Mathevon est un auteur et compositeur français, né le 10 mai 1976 à Versailles.
Il a composé la musique originale de nombreux documentaires et de films. Il est également l'auteur d'albums de musique électronique.

## Biographie
Depuis 2002 Maximilien Mathevon partage son travail entre composition de musiques originales pour la télévision (principalement les documentaires)  et le cinéma, et la composition d'albums personnels mélangeant sonorités électro, world et classiques.
En 2002 et 2003, pour la ressortie de vieux films muets en DVD il compose de nouvelles musiques originales pour 12 classiques, tels que 20000 lieues sous les mers, Le mécano de la générale, Docteur Jekyll et Mister Hyde, Embrasse-moi idiot...
Il commence une collaboration avec  Canal +, France 2, France 3 , France 5, Arte … composant la musique originale de nombreux documentaires pour la télévision.
En 2007, il compose la musique de documentaires pour l'émission Zone interdite diffusée sur M6, ainsi que pour Enquête exclusive et Les docs de l'info.
En 2010 il devient sociétaire professionnel de la SACEM.
Depuis 2013, il bénéficie d'une reconnaissance internationale, étant nommé régulièrement aux Jerry Goldsmith Awards.
Depuis 2022 les réalisateurs commencent à faire appel à lui pour composer les bande-originale de leurs films.
en 2024, les bandes originales des documentaires tels que Robert et le diable, Rollon, Bonaparte en Egypte , ou Sous nos Yeux aux ambiances très différentes, reçoivent des critiques positives et enthousiaste des professionnels de la musique de film.

## Filmographie

### Cinéma

#### Années 2000
- 2002 : Régénération de Raoul Walsh (film muet, musique composée à l’occasion de la ressortie du film en version DVD)
- 2002 : L'américain de John Emmerson (film muet, musique composée à l’occasion de la ressortie du film en version DVD)
- 2002 : Embrasse-moi idiot de Franck Powell (film muet, musique composée à l’occasion de la ressortie du film en version DVD)
- 2002 : Le mécano de la générale de Buster Keaton et Clyde Bruckman (film muet, musique composée à l’occasion de la ressortie du film en version DVD)
- 2002 : Camille de Ray Smallwood (film muet, musique composée à l’occasion de la ressortie du film en version DVD)
- 2002 : Docteur Jekyll et mister Hyde de John Robertson (film muet, musique composée à l’occasion de la ressortie du film en version DVD)
- 2002 : Révoltés de Tod Browning (film muet, musique composée à l’occasion de la ressortie du film en version DVD)
- 2003 : 20000 lieues sous les mers de Stuart Paton (film muet, musique composée à l’occasion de la ressortie du film en version DVD)
- 2003 : À travers l'orage de D.W. Griffith (film muet, musique composée à l’occasion de la ressortie du film en version DVD)
- 2003 : Maris aveugles de Erich Von Stroheim (film muet, musique composée à l’occasion de la ressortie du film en version DVD)
- 2003 : The Shock de Lambert Hillyer (film muet, musique composée à l’occasion de la ressortie du film en version DVD)
- 2003 : Shadows de Tom Forman (film muet, musique composée à l’occasion de la ressortie du film en version DVD)
- 2007 : Box office de Olivier Picolet (court-métrage)

#### Années 2010
- 2015 : Je suis excèdé de Gaëlle Tournier (court-métrage)
- 2016 : La familia (dementia) de Giovanna Ribes

#### Années 2020
- 2021 : Happy Night de Mustafa Ozgun
- 2023 : Le Laowaï de Anthony Gavard

### Télévision

#### Années 2000
- 2002 : Couples et duos (série 2) de Laurent Preyale (série documentaire)
- 2002 : Les plus belles courses du prix d’Amérique de Alain Marie (documentaire)
- 2002 : Couples et duos (série 3) de Laurent Preyale (série documentaire)
- 2002 : Les tribus cachées d'Amazone de Erling Söderström (documentaire)
- 2002 : A la poursuite de Varenne de Alain Marie (documentaire)
- 2002 : Sur les traces de... de Laurent Preyale (série documentaire)
- 2002 : Couples et duos (série 4) de Laurent Preyale (série documentaire)
- 2003 : Pur sang de Alain Marie (documentaire)
- 2003 : Sous le ciel d'Holywood de Laurent Preyale (série documentaire)
- 2003 : Au nom du fils de Philippe Jamain (documentaire)
- 2003 : Couples et duos (série 5) de Laurent Preyale (série documentaire)
- 2004 : La malédiction du Titanic de Géraud Burin des Roziers et Philippe Jamain (documentaire)
- 2004 : Titanic, beyond the curse de philippe Jamain et Géraud Burin des Roziers (documentaire)
- 2004 : Alain Colas, le marin magicien de Philippe Abalain (documentaire)
- 2005 : On ne vit que deux fois de Ghislain Vidal (documentaire)
- 2005 : Qui a tué Segio Vieira de Mello ? De Amal Moghaizel (documentaire)
- 2005 : Les forçats de la terre de Géraud Marie (documentaire)
- 2006 : La juge et les lascars de Samuel Luret et Jean-Thomas Ceccaldi (documentaire)
- 2006 : Ben Laden, les ratés d'une traque de Emmanuel Razavi et Eric de Lavarene (documentaire)
- 2006 : Casques Bleus français : destination Liban de Géraud Burin des Roziers (documentaire)
- 2006 : Au-delà des apparences de Margarita Cadenas (documentaire)
- 2006 : Bien plus qu'un métier de Géraud Burin des Roziers (série documentaire)
- 2007 : Cuba : paradis ou cauchemar ? De Thierry Gaëtan (documentaire)
- 2007 : Construire sa maison, le rêve d'une vie de Marie Osenat (documentaire)
- 2007 : Beslan, un mensonge d'état de Samuel Luret et Antoine Roux (documentaire)
- 2007 : La drôle de vie des gens du voyage de Marion Claus (documentaire)
- 2007 : Les kamikazes du trafic de cocaïne de Thierry Gaëtan (documentaire)
- 2007 : Dans le secret des plus beaux palaces de Géraud Burin des Roziers (documentaire)
- 2008 : Police-secours : l'urgence au quotidien de François Cardon (documentaire)
- 2008 : Contrebande de cigarette : les étonnantes filières du trafic de Edouard Nébias et Franck Heriot (documentaire)
- 2008 : Vie de fous de Jean-Thomas Ceccaldi (documentaire)
- 2008 : Gibraltar : le détroit de tous les dangers de Christophe Brulé et Michaël Richard (documentaire)
- 2008 : Un été chez les ch'tis de Isabelle Cottenceau et Eric Le Pioufle (documentaire)
- 2008 : Bernard Steinitz de Géraud Burin des Roziers (documentaire)
- 2008 : Vivre sur un île : quand le rêve devient réalité de Myriam Bel Yazid (documentaire)
- 2008 : Procès Fourniret : les diaboliques à le une de Charlotte Millet, Michaël Richard et Hélène Risacher (documentaire)
- 2008 : Escroqueries et traffics en tout genres : enquête sur les nouvelles délinquances de Marion Claus (documentaire)
- 2008 : Discipline, travail, respect : ils ont six mois pour réussir de Benoït Cressent (documentaire)
- 2009 : Gendarmes de campagne contre voyous des villes de Jérôme Bonnard et David Bobin (documentaire)
- 2009 : Dans les coulisses d'un palace flottant de Jérôme Korkikian (documentaire)
- 2009 : Papa part à la guerre/papa revient de la guerre de Géraud Burin des Roziers (documentaire)
- 2009 : Police mexicaine et barons de la drogue : la grande corruption de Thierry Gaytan, Martin Schwartzapel et Christophe Brulé (documentaire)
- 2009 : Tignes, tous en piste de François Cardon, Eric Le Pioufle et Hélène Risacher (documentaire)
- 2009 : Vivre avec 1500 euros de Géraud Burin des Roziers (documentaire)

#### Années 2010
- 2010 : Votim Mama de Igal Kohen (documentaire)
- 2010 : Alain Gerbault, le courage de fuir de Philippe Abalan (documentaire)
- 2010 : Paris Saint-Lazare : terminus des oubliés de Samuel Luret, Benoît Hopkin (documentaire)
- 2011 : Les procès de l'histoire de Ghislain Vidal (série documentaire)
- 2011 : Cedric Carré : une gorgée de thé chaud de Philipe Ungar (documentaire)
- 2012 : Le pouvoir ne se partage pas de Jérôme korkikian (docu-fiction)
- 2012 : Napoléon de Jean-Louis Molho (série documentaire)
- 2012 : Nantes sous les bombes alliées de François Gauducheau (documentaire)
- 2012 : La vie, la nuit de Jérôme Korkikian (série documentaire)
- 2013 : Une vie ailleurs de Jérôme Korkikian (série documentaire)
- 2013 : Bonaparte en Egypte de Ghislain Vidal (documentaire)
- 2013 : Papa s'en va en guerre de Géraud Burin des Roziers (documentaire)
- 2014 : Hélène et les animaux (série documentaire)
- 2015 : L'autre Bonaparte de Jean-Louis Molho (documentaire)
- 2016 : J'irai shooter avec... (saison 2) de Stéphane Charmoillaux (série documentaire)
- 2017 : Muriel Robin et Chanee sur la terre des éléphants de Jérôme Korkikian (documentaire)
- 2017 : Terreur et glamour - montée et déclin du studio Hammer de Jérôme Korkikian
- 2018 : Péplum : muscles, glaives et fantasmes de Jérôme Korkikian (documentaire)
- 2018 : Muriel Robin et Chanee sur la terre des jaguars de Jérôme Korkikian (documentaire)

#### Anées 2020
- 2020 : De Charlie Hebdo au Bataclan, les derniers secrets des attentats de 2015 de Jérôme Korkikian (documentaire)
- 2021 : L'affaire Bovary de Stéphane Miquel et Alban Vian (documentaire)
- 2021 : Génération kalach : la face cachée des cités de Jérôme Pierrat (documentaire)
- 2021 : Rollon – sur les traces du premier normand de Alban Vian (documentaire)
- 2022 : Tico Martini la légende de Magny-cours de Eric Le Sené (documentaire)
- 2023 : Le souvenir dans la peau de Thierry Durand (documentaire)
- 2023 : Territoires d'amour et d'art de Marie-Halopeau (documentaire)
- 2023 : Dany Leprince : je ne suis pas un assassin de Bernard Nicolas et Jérôme Korkikian (documentaire)
- 2024 : Sous nos yeux de Stéphane Miquel (documentaire)
- 2024 : Quand les normands filmaient la guerre de Marc Pottier (documentaire)
- 2024 : Robert et le diable de Alban Vian (documentaire)

## Discographie

### Albums
- 2009 : Sea of Tranquility
- 2009 : Heart of Winter
- 2010 : Try if You Like
- 2011 : Astronomical Variations
- 2015 : Vacuum Logic
- 2016 : Wild
- 2016 : Sundown Chronicles
- 2017 : Fly Away
- 2018 : Moonlight Navigator
- 2020 : Illogical Dreams
- 2021 : Memory Fast Lane
- 2021 : Mountains
- 2022 : Bending Reality
- 2022 : Shockwave 2044
- 2023 : Near You
- 2024 : By Night
- 2024 : Old Futures

### Bandes originales
- 2006 : Sous le ciel d'Hollywood ((bande originale du documentaire)
- 2006 : Au nom du fils (bande originale du documentaire)
- 2006 : Alain Colas le magicien marin (bande originale du documentaire)
- 2006 : On ne vit que deux fois (bande originale du documentaire)
- 2006 : Les forçats de la terre (bande originale du documentaire)
- 2006 : Ben Laden – les ratés d'une traque (bande originale du documentaire)
- 2007 : 20000 lieues sous les mers (bande originale du film)
- 2007 : Au-delà des apparences (bande originale du documentaire)
- 2007 : La juge et les lascars (bande originale du documentaire)
- 2007 : Dans le secret des plus beaux palaces (bande originale du documentaire)
- 2007 : Les kamikazes du trafic de cocaïne (bande originale du documentaire)
- 2008 : O.C.L.D.I. (bande originale du documentaire)
- 2008 : Vivre sur une ïle : quand le rêve devient réalité (bande originale du documentaire)
- 2009 : Contrebande (bande originale du documentaire)
- 2009 : Mission in Afghanistan (bande originale du documentaire Papa part à la guerre)
- 2010 : Best of soundtracks Vol.1
- 2010 : Best of soundtracks Vol.2
- 2011 : Shadows (the silent movies collection)
- 2011 : Way down east (the silent movies collection)
- 2011 : Blind husbands (the silent movies collection)
- 2011 : 20000 leagues under the sea (the silent movies collection)
- 2011 : Best of the silent movie collection
- 2012 : La vie la nuit (bande originale du documentaire)
- 2012 : Napoléon (bande originale du documentaire)
- 2013 : Une vie ailleurs (bande originale de la série documentaire)
- 2014 : La malédiction du Titanic – version longue (bande originale du documentaire)
- 2017 : Terreur et glamour (bande originale du documentaire)
- 2019 : Péplum : muscles, glaives et fantasmes (bande originale du documentaire)
- 2021 : Rollon (bande originale du documentaire)
- 2021 : L'affaire Bovary (bande originale du documentaire)
- 2023 : Happy night (bande originale du film)
- 2023 : Le Laowaï (bande originale du film)
- 2024 : Robert et le diable (bande originale du documentaire)
- 2024 : Sous nos yeux (bande originale du documentaire)